# Wielki Kościół Ewangelicki w Debreczynie
Wielki Kościół Ewangelicki (węg. Református nagytemplom) – główna świątynia Węgierskiego Kościoła Reformowanego, wzniesiona w latach 1805–1824. Projekt sporządził Péchy Mihály. Jest to największy kościół protestancki na Węgrzech oraz symbol miasta.

## Wygląd zewnętrzny
Jest to klasycystyczna budowla, zbudowana głównie z cegły. Fasadę zwieńczą dwie wieże zakończone kopułami, w których znajdują się zegary.

## Wygląd wewnętrzny
W środku kościół jest w większości biały. Na końcach transeptu, w prezbiterium oraz nad wejściem głównym znajdują się chóry muzyczne. Organy znajdują się nad ołtarzem głównym, czyli w chórze nad prezbiterium.

## Galeria

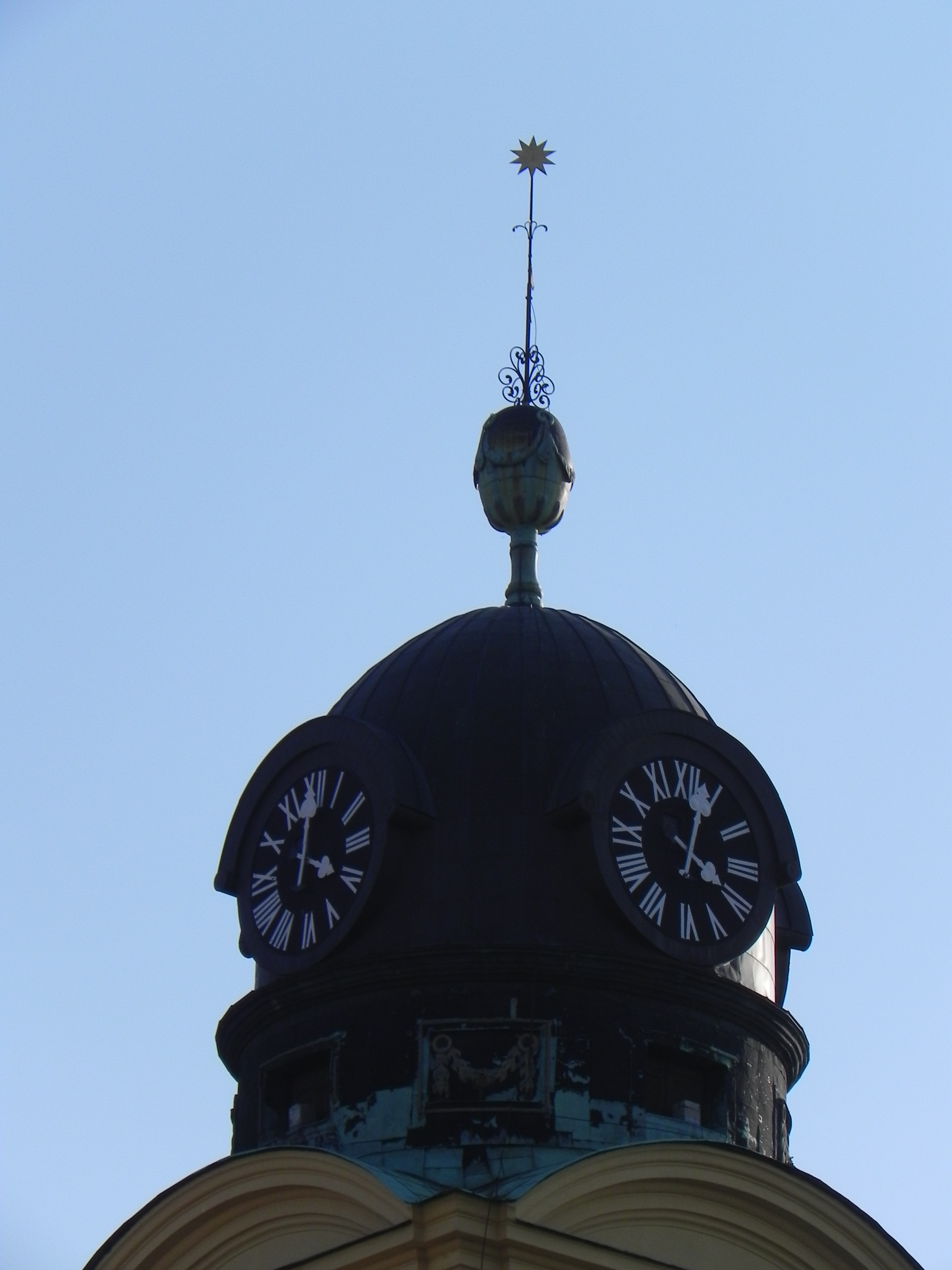
Kopuła i zegary w jednej z kopuł zwieńczających wieże.
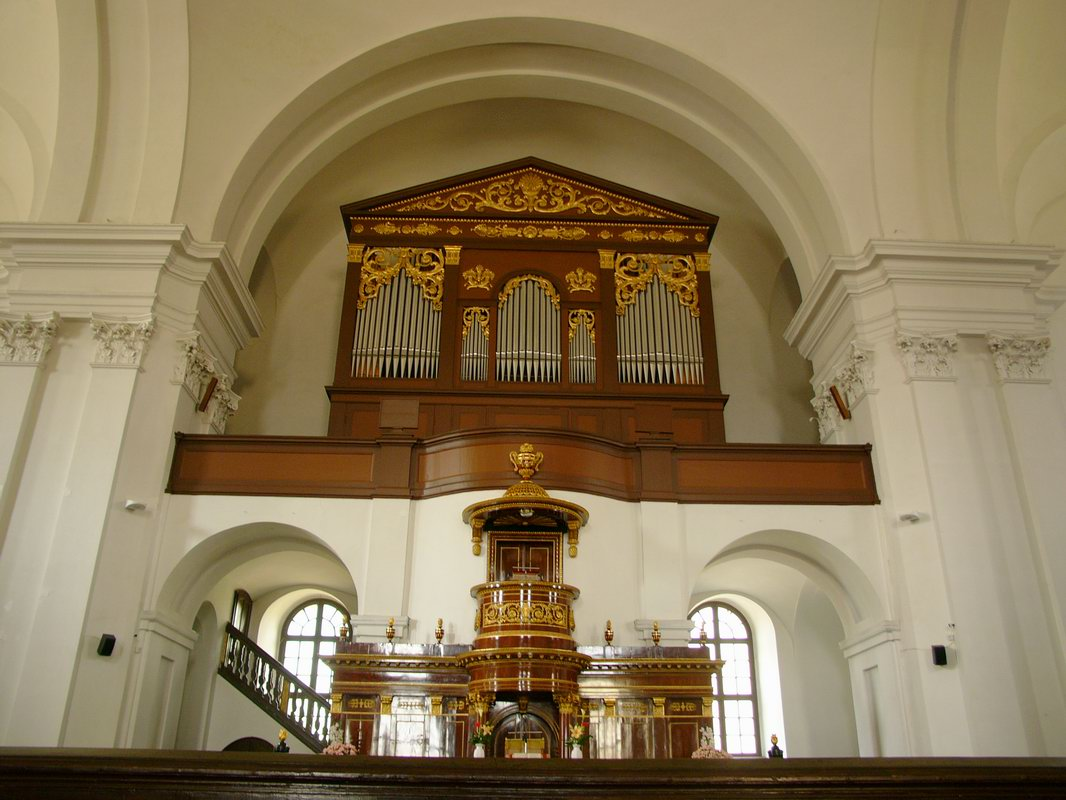
Organy oraz fragment ołtarza głównego
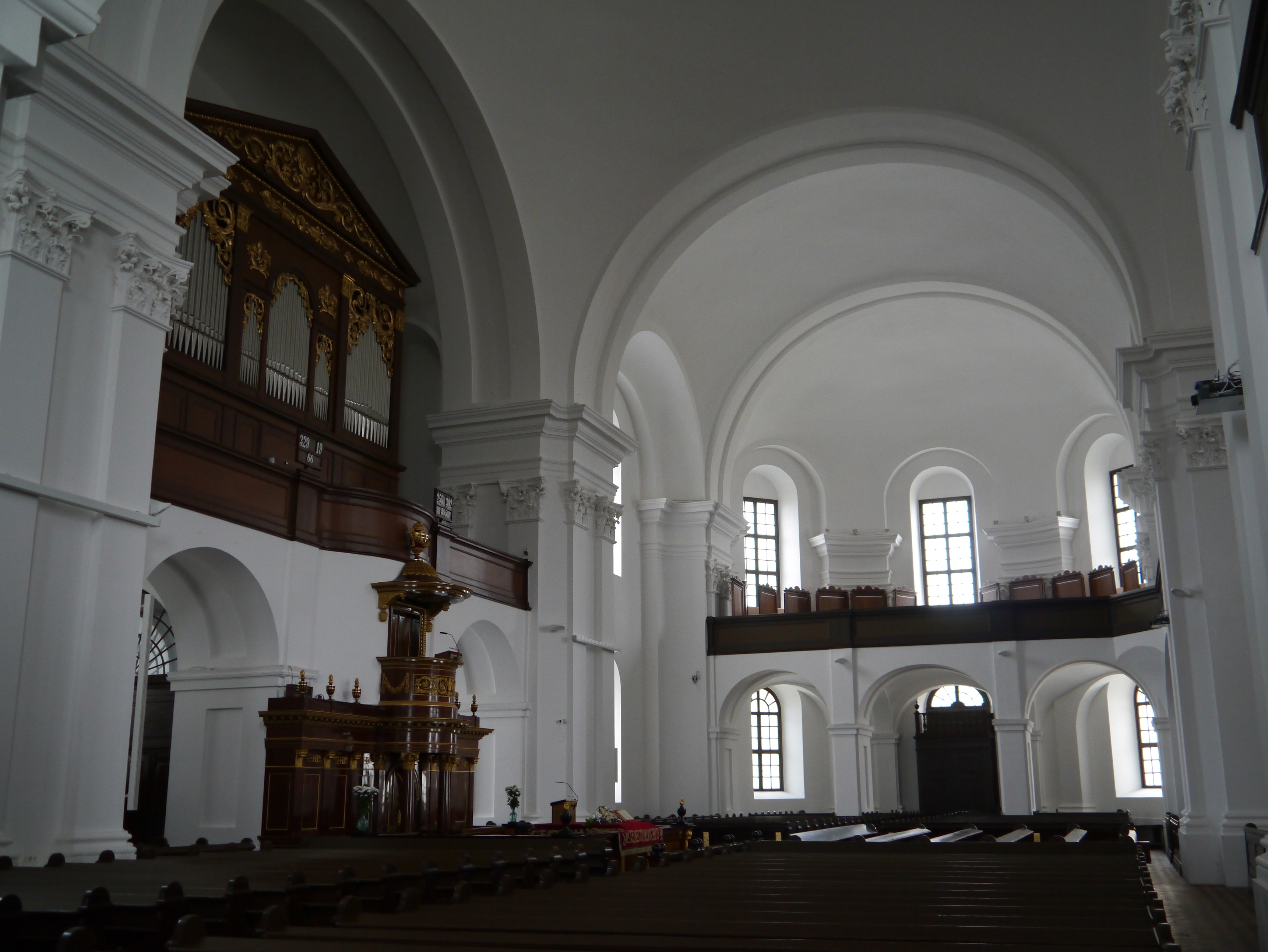
Widok na transept
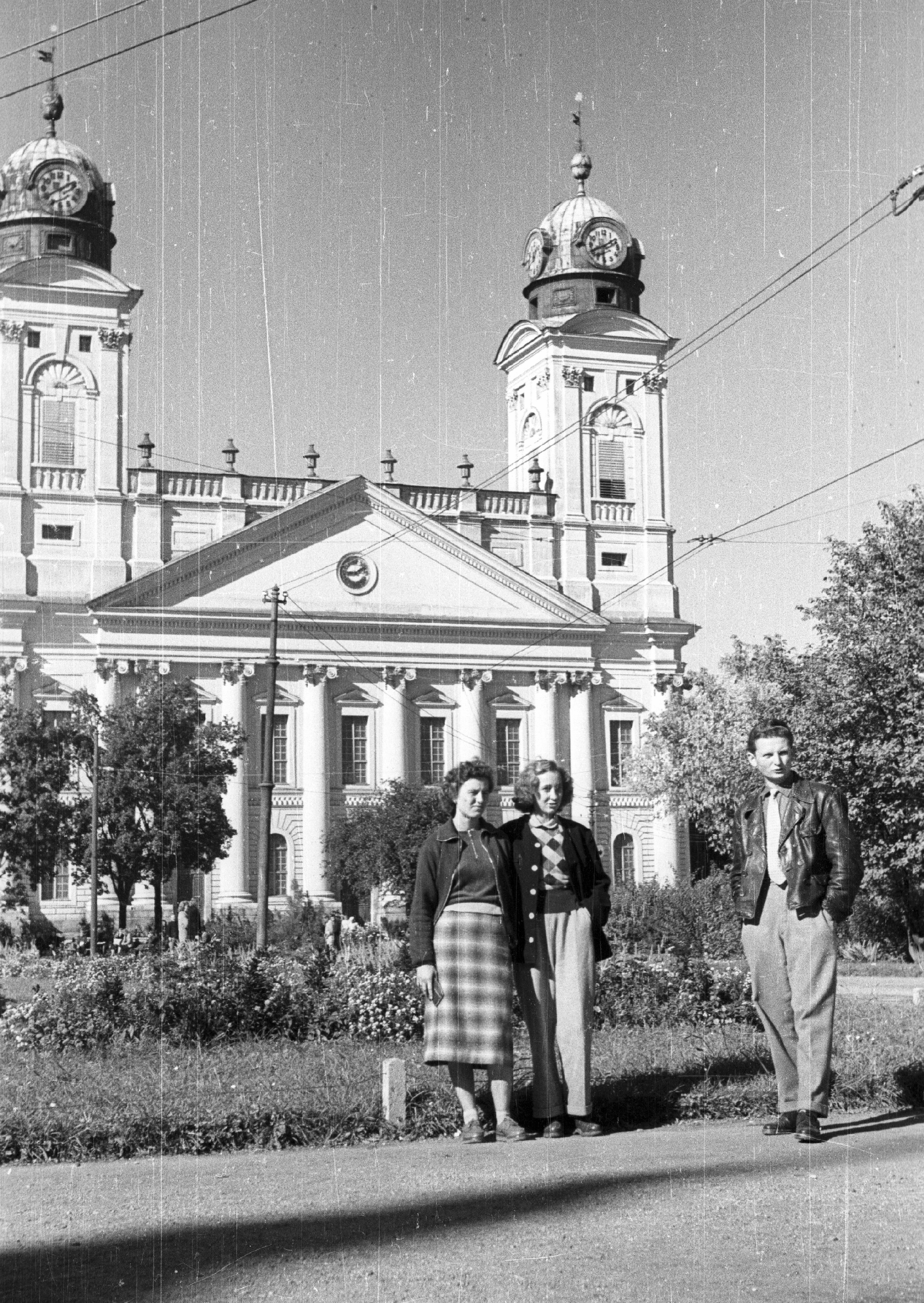
Kościół na zdjęciu z 1958 roku.
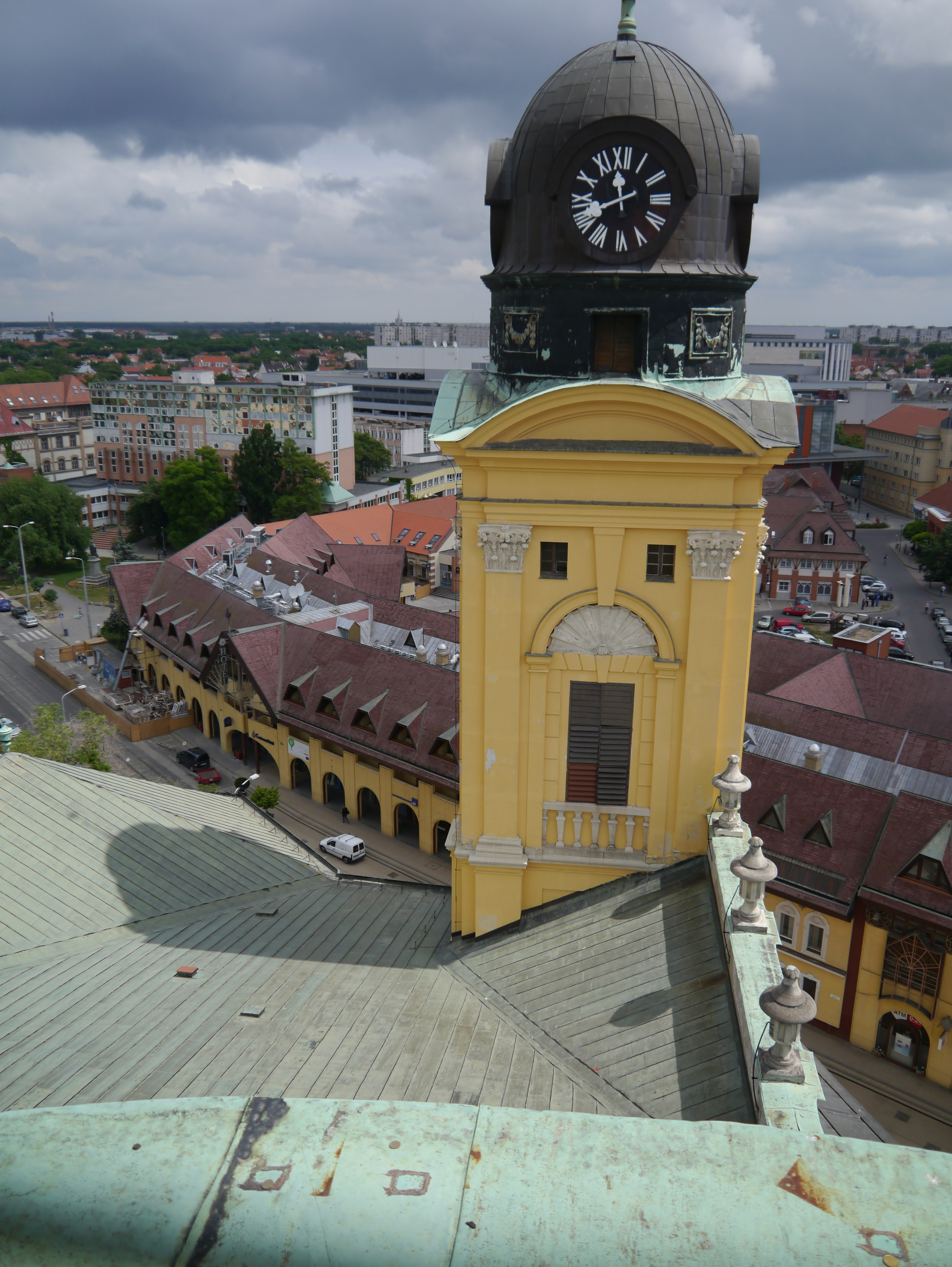
Widok na wschodnią wieżę.
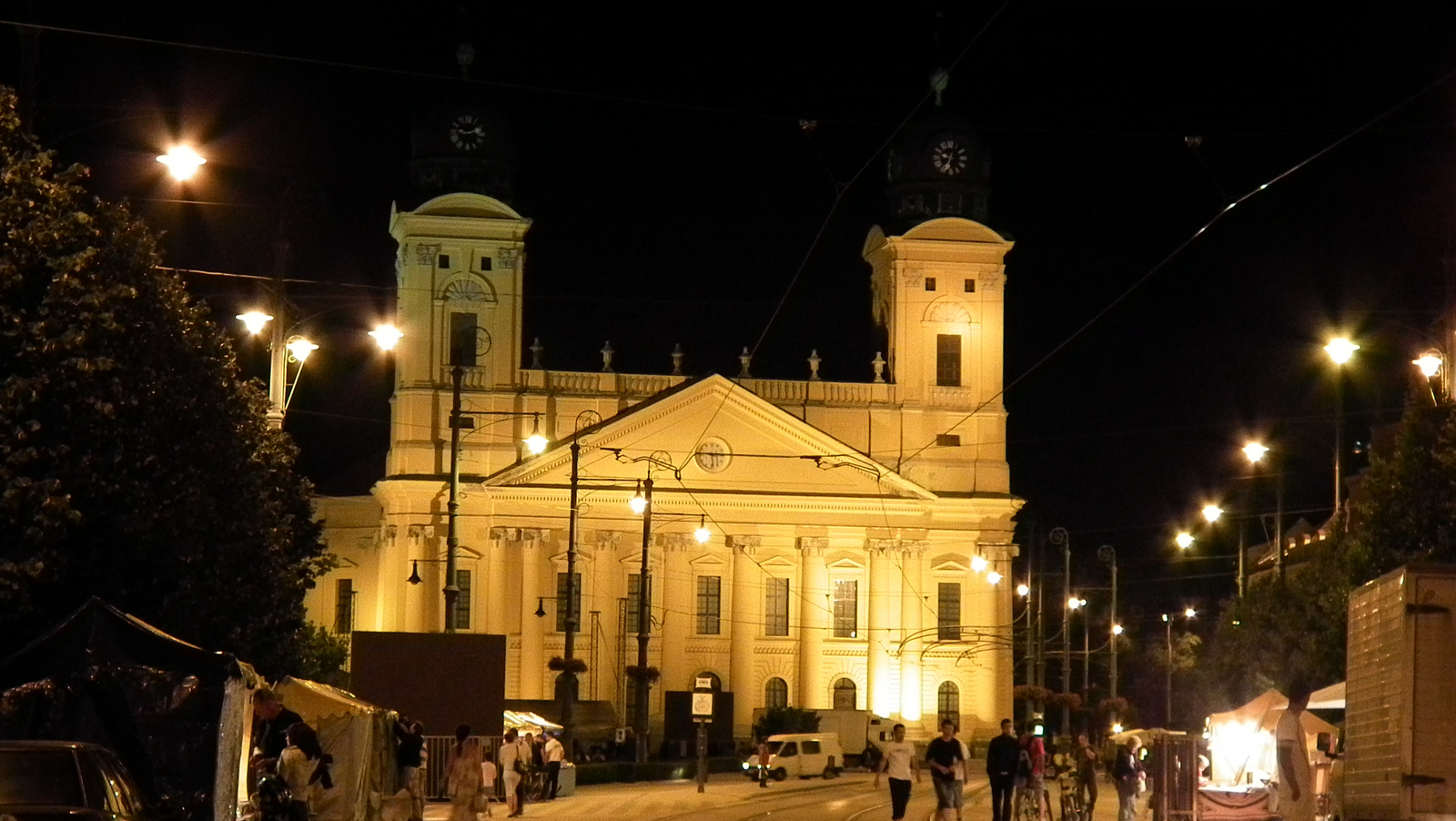
Świątynia nocą
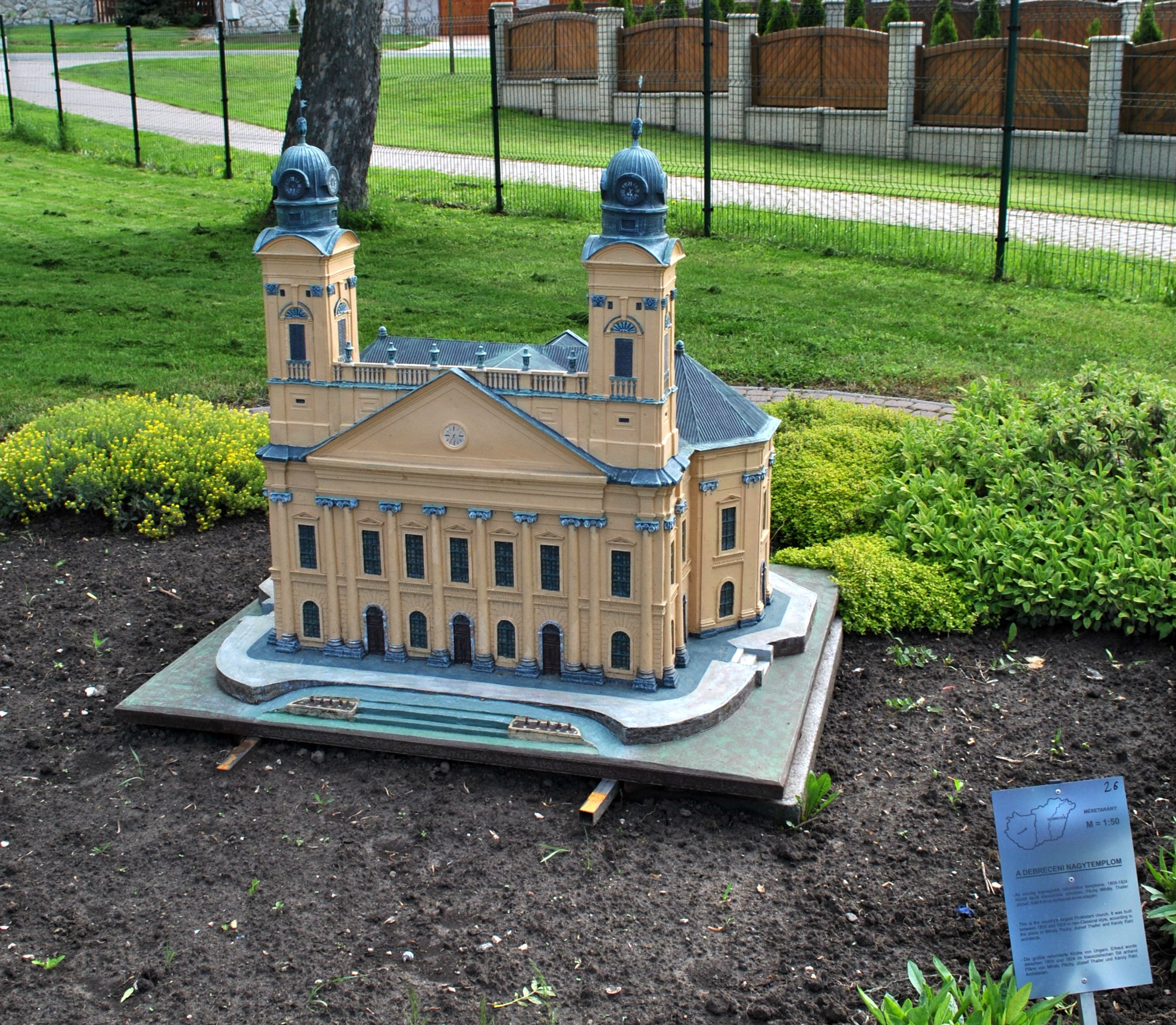
Miniatura (model) kościoła